# Leonardo Gaciba
Leonardo Gaciba da Silva (Pelotas, 26 giugno 1971) è un ex arbitro di calcio brasiliano, internazionale dal 2005 al 2009.

## Carriera
Nel 1993 arbitrò il suo primo match tra Farroupilha e Guarany; nel 1998 iniziò ad arbitrare anche a livello nazionale, e nel 2005 ricevette per la prima volta il premio di Miglior Arbitro del Brasile, oltre alla qualifica di internazionale FIFA. Ha arbitrato in varie edizioni di Copa Libertadores a partire da quella del 2006, e durante il campionato sudamericano di calcio Under-20 2007.
Nel 2007 era stato selezionato per il Campionato mondiale di calcio under-20 in Canada, ma l'inefficienza nei test atletici preliminari di uno degli assistenti brasiliani a cui era abbinato causò anche la sua esclusione.
Dal 1º gennaio 2010 non figura più nella lista degli arbitri internazionali FIFA.